# Triglochin longicarpa
Triglochin longicarpa är en sältingväxtart som först beskrevs av Carl Hansen Ostenfeld, och fick sitt nu gällande namn av Aston. Triglochin longicarpa ingår i släktet sältingar, och familjen sältingväxter.
Artens utbredningsområde är Western Australia. Inga underarter finns listade.